# 留庄站
留庄站是位于河南济源市坡头乡的一个铁路车站，邮政编码454681。车站建于1970年，有焦柳铁路经过该站，现办理客运货运业务。车站距离月山站75公里，隶属郑州铁路局，是三等站，本站及相邻上下行区间均为电气化区段。